# Phytomyza lappae
Phytomyza lappae is een vliegensoort uit de familie van de mineervliegen (Agromyzidae). Deze mineervlieg maakt mijnen op klit. De gang is meestal nogal hoekig doordat het insect lange stukken het bladnerf volgt. Meestal zijn er meerdere mijnen in het blad. De verpopping vind buiten de mijn plaats. Hij komt voor op Arctium lappa, Arctium minus, Arctium nemorosum en Arctium tomentosum.

## Taxonomie
De wetenschappelijke naam van de soort is voor het eerst geldig gepubliceerd in 1851 door Goureau  .